# Tony Gray
Anthony John „Tony“ Gray (* 14. Juni 1942 in Stoke-on-Trent, England) ist ein ehemaliger walisischer Rugby-Union-Spieler und -Trainer. Er spielte als Flügelstürmer.
Gray wurde zweimal in der walisischen Nationalmannschaft während der Five Nations 1968 eingesetzt, Gegner waren England und Schottland. Er spielte für die Vereine Newbridge und London Welsh. Letztere führte er als Kapitän 1972 zur englischen Meisterschaft. 1985 übernahm er den Posten des Nationaltrainers Wales’. Bei der ersten Weltmeisterschaft erreichte er mit der Auswahl den dritten Platz, bis heute das beste Ergebnis bei WM-Turnieren für das Land. 1988 wurde er zum Trainer des Jahres in Europa gewählt, nachdem Wales die Triple Crown gewann. Nach zwei Niederlagen gegen Neuseeland endete sein Engagement als Nationaltrainer.